# Paglat
Paglat est une localité de la province de Maguindanao, aux Philippines. En 2015, elle compte 15 920 habitants.